# Adolphe Ribaux
Adolphe Ribaux (* 3. Mai 1864 in Bevaix; † 26. Januar 1915 in Curio) war ein Schriftsteller der französischen Schweiz.

## Leben und Werk
Adolphe Ribaux war der Sohn eines Landwirts und Posthalters. Er bemühte sich seit seiner Jugend um literarischen Ruhm und trat schon 1882 mit seinen ersten Gedichten Feuilles de lierre hervor. Bald darauf trat er auch als Leiter der von ihm 1885 gegründeten Zeitschrift La Suisse romande auf. Er erwarb sich namentlich Verdienste um die Einführung des Volksschauspiels unter freiem Himmel. Im antiken Theater von Avenches  liess er 1893 Julia Alpinula in 8 Bildern aufführen und spielte selbst mit. Es folgten Charles le Téméraire in 9 Bildern (1897) und La Reine Berthe in 12 Bildern (1899). In Paris brachte er ohne grossen Erfolg kleinere Versstücke, Le Renouveau (1895) und Un tour d’Arlequin, zur Aufführung. Zahlreich sind seine Gedichtwerke und Novellen. Auch der Roman Myriam Ancelin (1902) ist zu nennen.
1907 verheiratete er sich mit Lucia Maria Anna Visconti.